# Clamator coromandus
El críalo oriental (Clamator coromandus), también conocido como cucu oriental, es una especie de ave cuculiforme de la familia Cuculidae nativa del Sudeste Asiático y partes del sur de Asia.

## Descripción

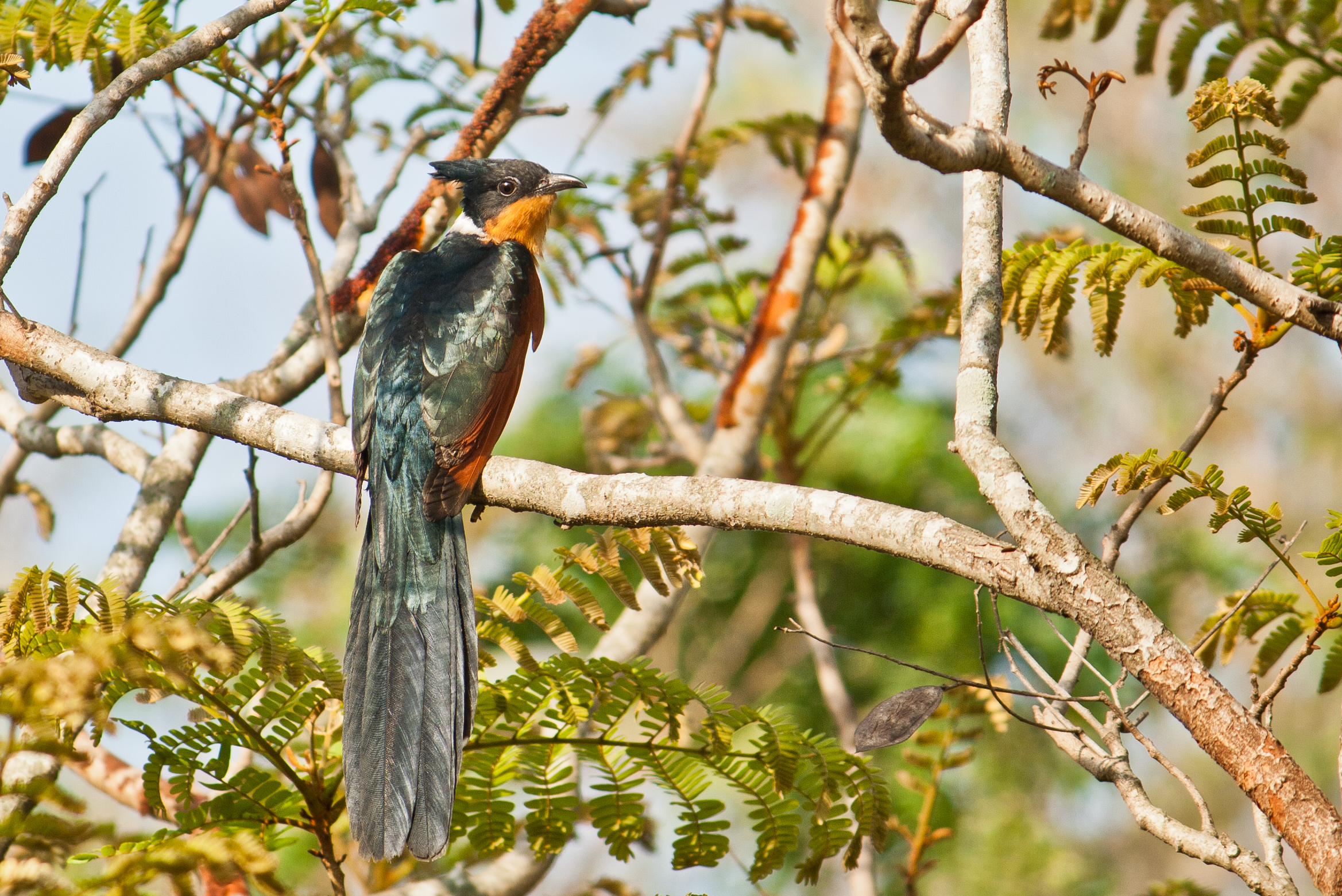
Un críalo oriental encaramado en un árbol (en Chennai).

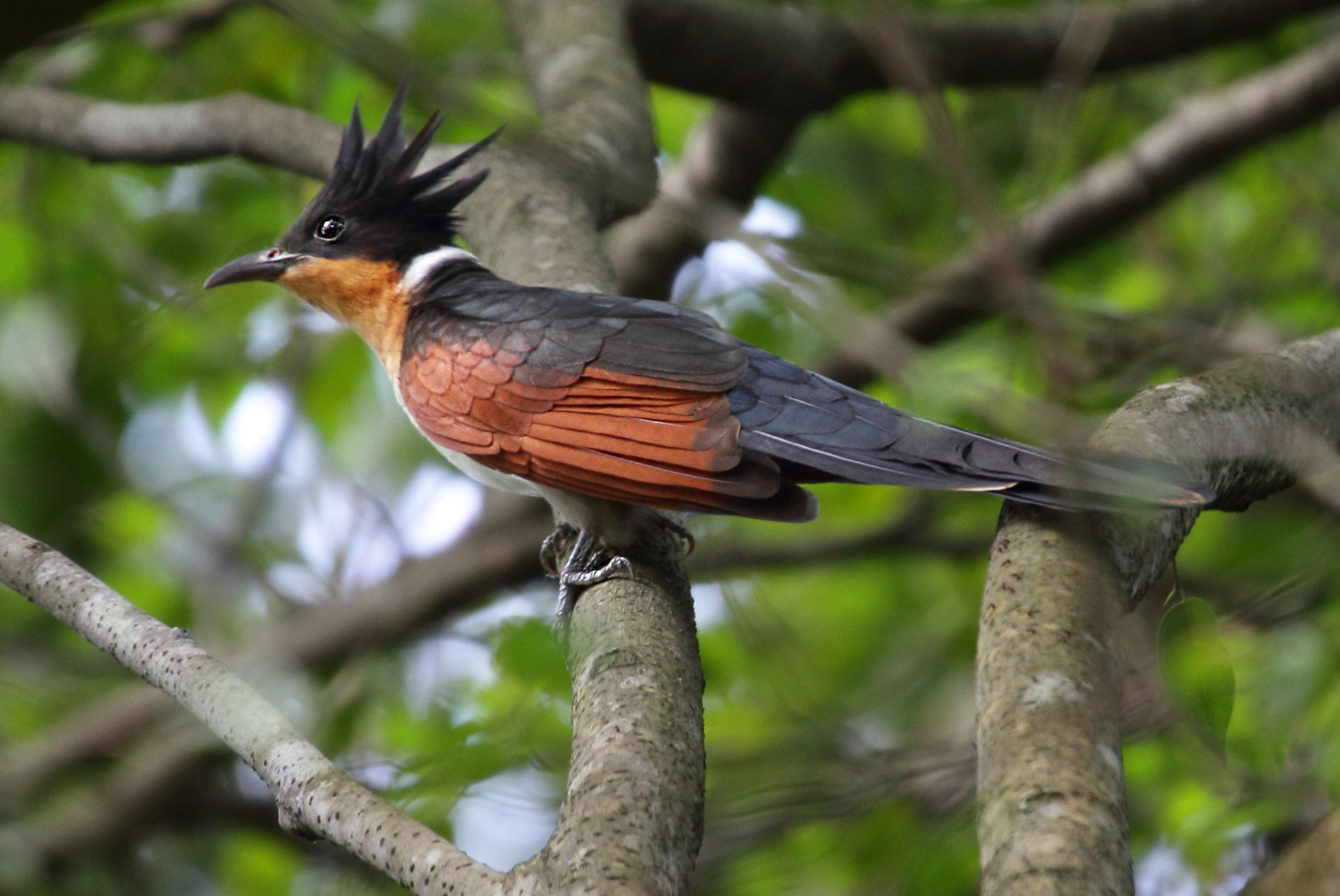
Ejemplar fotografiado en Singapur (diciembre de 2012).

La especie mide alrededor de 47 centímetros de longitud. Tiene alas de color castaño, un píleo negro brillante y una cola recta (las plumas se acortan en forma gradual desde el centro hacia fuera) cuyos bordes terminales son de color blanco y poco visibles a diferencia de las puntas blancas del críalo blanquinegro (Clamator jacobinus) que se encuentra en algunas partes de su distribución. El píleo negro en la cabeza se divide en la parte posterior por una franja blanca que se extiende ambos lados del cuello. Las partes inferiores se tornan color ante a gris oscuro hasta la cloaca. Las aves jóvenes son oscuras y con una apariencia escamosa en las plumas de las alas.

## Taxonomía
El nombre binomial de la especie fue otorgado por primera vez por de Linneo en 1766. Su descripción de lo que él llamó Cuculus coromandus se basó en las notas de Brisson que describían al ave como Le coucou hupé de Coromandel («El cuco con cresta de Coromandel») que se recogió en la costa de Coromandel de la India (probablemente cerca de Pondicherry que era una colonia francesa en ese momento). Buffon dio cuenta de la estrecha relación con el críalo blanquinegro y lo llamó le jacobino huppé de Coromande («El jacobino crestado de Coromandel»). Posteriormente la especie fue colocada bajo el género Coccystes y Oxylophus para terminar en Clamator.

## Distribución
Se encuentra desde el Himalaya occidental hasta la parte oriental de la cordillera y se extiende por el Sudeste Asiático. Se ha observado desde la India, Nepal, China, Indonesia, Laos, Bután, Bangladés, Camboya, Tailandia, Birmania, Malasia, Vietnam, Sri Lanka y Filipinas. Algunas poblaciones pueden ser no migratorias.
Durante su migración por la India, se moviliza a lo largo de los Ghats orientales hasta el sur con individuos agotados que frecuentemente se encuentran en las proximidades de viviendas. A mediados de octubre, se encuentran bandadas en Point Calimere, posiblemente dirigiéndose a Sri Lanka. Algunos pasan el invierno en los Ghats occidentales.

## Comportamiento
En ocasiones se une a bandadas mixtas de especies para alimentarse y por lo general se observa solo. La temporada de reproducción es en verano y se dice que pone sus huevos, en el nido de especies como los del género Garrulax, especialmente G. monileger y G. pectoralis. Los huevos son esféricos. Los llamados incluyen notas dobles notes aflautadas y repetidas en intervalos cortos.